# Сюльдюкар
Сюльдюка́р (якут. Сүлдьүкээр) — село в Мирнинском районе Республики Саха (Якутия) России. Административный центр и единственный населённый пункт Садынского национального наслега.

## География
Село находится в западной части Якутии, в пределах Верхневилюйского плато, на левом берегу реки Вилюй, на расстоянии 101 км от города Мирный, административного центра района. Абсолютная высота — 179 м над уровнем моря.
Климат
Климат характеризуется как резко континентальный, с продолжительной морозной зимой и жарким летом. Абсолютный минимум температуры воздуха самого холодного месяца составляет −65 °C; абсолютный максимум самого тёплого месяца — 37 °C.
Часовой пояс
Село Сюльдюкар находится в часовой зоне МСК+6. Смещение применяемого времени относительно UTC составляет +9:00.

## Население
| 2002 | 2010 | 2012 | 2013 | 2014 | 2015 | 2016 |
| ---- | ---- | ---- | ---- | ---- | ---- | ---- |
| 359  | ↘318 | ↗321 | ↘314 | ↘293 | ↘278 | ↘273 |
| 2017 | 2018 | 2019 | 2020 | 2021 |      |      |
| ↗274 | ↘271 | ↘268 | ↘264 | ↘263 |      |      |

Половой состав
По данным Всероссийской переписи населения 2010 года, в гендерной структуре населения мужчины составляли 49,4 %, женщины — соответственно 50,6 %.
Национальный состав
Согласно результатам переписи 2002 года, в национальной структуре населения эвенки составляли 48 %, якуты — 38 %.

## Улицы
| - ул. 50 лет Победы, - ул. Набережная, | - ул. Садынская, - ул. Центральная. |